# Stanislav Sventek
Stanislav Sventek (9. listopadu 1930 Nová Ves – 27. října 2000) byl český lední hokejista, reprezentant Československa. Dvakrát nastoupil i ve fotbalové lize.
Jako především levý obránce strávil většinu své hokejové kariéry v dresu Plzně. V ligové soutěži sehrál během 13 sezón kolem 300 utkání a vstřelil 71 branek. Nejčastěji nastupoval v obraně s Václavem Šmatem. V reprezentaci Československa sehrál 52 zápasů a vstřelil 5 branek. Celkem pětkrát se zúčastnil mistrovství světa (1957, 1958, 1961, 1963, 1964), odkud si přivezl tři medaile. Startoval také na Zimních olympijských hrách 1964, kde pomohl k zisku bronzových medailí. V reprezentaci hrával nejčastěji v obraně s Janem Kasperem, Františkem Gregorem nebo Rudolfem Potschem. Od roku 1972 pracoval jako trenér mládeže ve Škodě Plzeň.
V roce 2021 byl uveden do Síně slávy českého hokeje.

## Hokejová kariéra
- 1944–1950 SK Nová Ves
- 1950–1951 RH Planá
- 1951–1952 ČH Bratislava
- 1952–1954 RH Brno
- 1954–1968 Škoda Plzeň
- 1968–1969 Prazdroj Plzeň
- 1969–1972 EHC Feldkirch (Rakousko)

## Fotbalová kariéra
Ve fotbalové lize nastoupil za Škodu Plzeň ve dvou utkáních, neskóroval. Poprvé nastoupil na jaře 1962 proti KPS Brno, naposled na jaře 1963 na hřišti Slavie Praha.